# Мафин и его весёлые друзья
«Мафин и его весёлые друзья» — советский кукольный мультфильм по книге Энн Хогарт, снятый в 1953 году. Премьера состоялась в 1974 году.
В 1972 году фирмой Мелодия была выпущена одноимённая пластинка.

## Сюжет
В этом мультфильме рассказывается об ослике Мафине. Мультфильм делится на 2 части:
1. Таинственные сокровища
2. Чей хвост лучше

В первой части Мафин идет по лесу; вдруг подул сильный ветер, и Мафину на голову приклеилась карта. Мафин увидел её и понял, что это — карта сокровищ. Когда Мафин разглядывал карту, пришёл пингвин и решил, что тот занимается географией; но Мафин сказал, что он ею не занимается, а нашёл эту карту…

## Мультфильм на DVD и VHS
Мультфильм на VHS в 1997 году вышел ассоциацией «Видео Союз» и компанией «Динара».

## Данные
- Режиссёр: Сергей Серобабин.
- Волгоградтелефильм.
- Продолжительность: 14 мин.
- Звуковой, Черно-белый